# Ari Zagaris
Ari Nicholas Zagaris (* 29. Juni 1977 in San Francisco, Kalifornien) ist ein US-amerikanischer Schauspieler. Er wurde bekannt durch seine Rollen in Filmen wie Moneyball oder Die Hexen von Oz.

## Leben
Ari Zagaris’ Vater ist der Rock-’n’-Roll-Fotograf Michael Zagaris, seine Mutter ist das Model Kristin Sundbom, sein Babysitter war der Schauspieler Chris Isaak. Während seiner Zeit auf der George Washington University schrieb er in seiner Freizeit Drehbücher oder verbrachte sie in der Drama-Abteilung. Nach dem Abschluss wurde er Schauspieler. In Moneyball spielt er neben Brad Pitt, Jonah Hill und Philip Seymour Hoffman, in Die Hexen von Oz neben Christopher Lloyd, Lance Henriksen, Sean Astin und Billy Boyd. Ari Zagaris ist 1,93 m groß.

## Filmografie (Auswahl)
- 2006: Schatten der Leidenschaft (The Young and the Restless, Fernsehserie, 2 Folgen)
- 2007: Katrina
- 2007: CSI: Den Tätern auf der Spur (CSI: Crime Scene Investigation, Fernsehserie, eine Folge)
- 2008–2009: Zeit der Sehnsucht (Days of Our Lives, Fernsehserie, 2 Folgen)
- 2011: Die Hexen von Oz (The Witches of Oz, Miniserie)
- 2011: Die Kunst zu gewinnen – Moneyball (Moneyball)
- 2011: 2 Broke Girls (Fernsehserie, eine Folge)
- 2011: Body of Proof (Fernsehserie, eine Folge)
- 2012: Dorothy and the Witches of Oz